# Bundesmeldegesetz
Das seit 1. November 2015 geltende deutsche Bundesmeldegesetz (BMG) regelt das Meldewesen. Vorher war das Meldewesen landesgesetzlich geregelt.

## Rechtsgeschichte
Vor der im September 2006 in Kraft getretenen Föderalismusreform I hatte der Bund eine Rahmengesetzgebungskompetenz.
Seit 1980 regelte das Melderechtsrahmengesetz (MRRG) die Aufgaben und Befugnisse der Meldebehörden. Es wurde ergänzt durch die Landesmeldegesetze.
Seit der Föderalismusreform I hat der Bund für das Meldewesen die ausschließliche Gesetzgebungskompetenz (Art. 73 Abs. 1 Nr. 3 GG).
Im April 2008 legte das Bundesministerium des Innern erstmals einen Referentenentwurf für ein Bundesmeldegesetz vor, der jedoch wegen „unterschiedlicher Vorstellungen über die künftige Struktur des Meldewesens“ nicht eingebracht wurde. Das darin vorgesehene umfangreiche Bundesmelderegister sollte zunächst noch einmal zu einem Bürgerinformationssystem verschlankt werden, was jedoch vom Bundesbeauftragten für den Datenschutz und die Informationsfreiheit als zu umfangreich für eine bundeszentrale Datenspeicherung bewertet wurde. Mit dem Entwurf eines Gesetzes zur Fortentwicklung des Meldewesens (MeldFortG) wurde im November 2011 die erste Fassung eines Bundesmeldegesetzes dem Bundestag zur Beratung vorgelegt und kontrovers diskutiert.
Das neue Bundesmeldegesetz sollte ursprünglich am 1. Mai 2015 in Kraft treten. Sein Inkrafttreten wurde jedoch durch die Änderung des Art. 4 des Gesetzes zur Fortentwicklung des Meldewesens (MeldFortG) auf den 1. November 2015 verschoben, „damit aufgrund vorzeitig in Kraft tretender Ermächtigungsgrundlagen Bundesverordnungen, Landesregelungen und Verwaltungsvorschriften gleichzeitig mit dem MeldFortG in Kraft treten können.“ Es wurde zudem durch Art. 3a des Bundeswehr-Attraktivitätssteigerungsgesetzes geändert.

## Rechtspolitische Debatte um die Fortentwicklung des Meldewesens
Sowohl das Gesetzgebungsverfahren als auch die inhaltlichen Voraussetzungen und der Umfang einer Registerauskunft für Zwecke der Werbung und des Adresshandels waren rechtspolitisch besonders umstritten.

### Gesetzentwürfe 2011
Die Bundesregierung wollte mit dem bundesweiten Registerverbund den Datenschutz bei Melderegisterabfragen stärken. Nur noch nach ausdrücklicher Zustimmung sollten Daten für Werbung und Adresshandel herausgegeben werden. Auch Auskünfte über Vor- und Familiennamen, akademische Grade sowie gegenwärtige Anschriften sollten nur noch bei ausdrücklicher Zustimmung des Bürgers herausgegeben werden. Inkasso- und Direktmarketingwirtschaft sowie Auskunfteien waren gegen diese Pläne „Sturm gelaufen“ und lobbyistisch tätig geworden. Auf „ausdrücklichen Wunsch“ und unter Druck der CSU wurde der Gesetzesentwurf daraufhin geändert.
Der Innenausschuss des Deutschen Bundestages änderte das ursprünglich verbraucherfreundliche Regelwerk daraufhin und verschärfte die Regelung. Er beschloss, dass die Bürger dem Datenhandel künftig aktiv widersprechen müssten – wohl wissend, dass sich diese Mühe kaum jemand machen würde. Drei Tage vor der entscheidenden Abstimmung im Bundestag legten Hans-Peter Uhl (CSU) und Gisela Piltz (FDP) diesen geänderten Gesetzentwurf vor. Der Berichterstatter der FDP, Manuel Höferlin, gab in der späteren Bundestagsabstimmung eine Rede zu Protokoll, „die sich wie ein flammendes Plädoyer für die Widerspruchsregelung liest“. Diese Lösung würde sicherstellen, dass die Bürger „nicht dauernd mit lästigen Einwilligungsanfragen behelligt“ würden, steht in dieser Rede.
Der Gesetzesentwurf umfasste samt Antrag 65 Seiten. Darin heißt es u. a.: „Ein Schwerpunkt der mit diesem Gesetz angestrebten Fortentwicklung des Meldewesens knüpft an die Funktion des Meldewesens als zentraler Dienstleister für die Bereitstellung von Daten vor allem für den öffentlichen Bereich an […]. Der Anfragende muss die Einwilligung der betroffenen Person zur Nutzung der Daten für Zwecke der Werbung nachweisen, außer diese Information liegt der Meldebehörde bereits vor. Der Meldebehörde steht es frei, bei Anmeldung die Einwilligung der betroffenen Person abzufragen.“
In § 44 BMG-E heißt es: Wenn eine Person zu einer anderen Person oder wenn eine andere als die in § 34 Absatz 1 Satz 1 oder § 35 BMG bezeichnete Stelle Auskunft verlangt, darf die Meldebehörde nur Auskunft über folgende Daten einzelner bestimmter Personen erteilen (einfache Melderegisterauskunft):
1. Familienname,
2. Vornamen,
3. Doktorgrad und
4. derzeitige Anschriften sowie,
5. sofern die Person verstorben ist, diese Tatsache.

Sofern die Daten für Zwecke der Werbung oder des Adresshandels verwendet werden, sind diese anzugeben.
Im Gegensatz zum ursprünglichen Entwurf war keine Zustimmung des Bürgers mehr vorgesehen, wenn seine Daten zu Werbezwecken oder für den Adresshandel an Unternehmen weitergegeben werden sollen. Verbraucher konnten lediglich der Übermittlung ihrer Daten widersprechen – wie auch schon bisher.
Im Entwurf hieß es weiter: „Die betroffene Person hat das Recht, der Übermittlung ihrer Daten […] zu widersprechen; sie ist auf dieses Recht bei der Anmeldung […] sowie einmal jährlich durch ortsübliche Bekanntmachung hinzuweisen.“ Aus dem Opt-in, also der ausdrücklichen Zustimmung, wurde ein Opt-out, also die automatische Zustimmung. Dieses gelte nur dann nicht, „wenn die Daten ausschließlich zur Bestätigung oder Berichtigung bereits vorhandener Daten verwendet werden“.
Diese Regelung hätte es Inkassofirmen, Adresshändlern oder der Werbewirtschaft ermöglicht, in großem Umfang Daten aus den amtlichen Registern abzufragen: Namen und Titel, die aktuelle Anschrift sowie die Information, ob die Person noch lebt. Verbraucher könnten zwar – wie bisher – schriftlich beim Amt Widerspruch einlegen. Allerdings würde eine Änderung im neuen Gesetz das Widerspruchsrecht aufweichen: Der Widerspruch gilt in den Fällen nicht, wenn die Informationen dazu dienen, bereits vorliegende Daten zu bestätigen bzw. zu korrigieren, was allerdings regelmäßig der Fall sein könnte. So bliebe dem Verbraucher nur, direkt beim Unternehmen zu widersprechen, allerdings müsste er dafür erst beim Meldeamt in Erfahrung bringen, an wen diese Daten überhaupt weitergegeben wurden. Allerdings wird nicht in allen Bundesländern erfasst, an wen die Daten herausgegeben worden sind, etwa in Brandenburg. „Eine Protokollierung der erteilten einfachen Melderegisterauskünfte an Private und Datenübermittlung an Behörden“ sei „entsprechend dem Brandenburgischen Meldegesetz nicht vorgesehen“ und werde „folglich auch nicht durchgeführt“.
Als problematisch kam hinzu, dass abfragende Unternehmen, wie z. B. die Deutsche Post Adress Ergebnisse früherer Abfragen speichern. Dadurch können diese Unternehmen bei erneuten Anfragen zu dieser Adresse kostengünstig auf bereits vorhandene Rechercheergebnisse zurückgreifen und müssen sie nicht erneut bei Meldeämtern abfragen. Dadurch können Privatpersonen nicht erfahren, an wen die Daten herausgegeben wurden.

### Abstimmung im Deutschen Bundestag 2012
Am späten Abend des 28. Juni 2012 beschlossen die Regierungsfraktionen im Deutschen Bundestag das Gesetz zur Fortentwicklung des Meldewesens (MeldFortG) mit Widerspruchslösung ohne weitere Aussprache. Entgegen früheren Bekundungen würden damit laut Angaben der Piratenpartei die Rechte des Bürgers gegenüber Adresshändlern und Werbetreibenden deutlich geschwächt. Zudem wurde ein ursprünglich vorgesehenes elektronisches Widerspruchsrecht der Betroffenen von der Koalition beseitigt.
Die Regierungsfraktionen stimmten dafür, die Daten der rund 5200 Meldeämter zu vernetzen. Die Opposition war geschlossen dagegen. Sie sprach von einem „schlechten Gesetz“, da damit die Privatsphäre der Bürger weiter aufgeweicht würden.
Die Drucksache 17/10158 vom 27. Juni 2012 Beschlussempfehlung und Bericht des Innenausschusses (4. Ausschuss) wurde kritisiert, da für die Weitergabe der „Daten für Zwecke der Werbung oder des Adresshandels“ keine Zustimmung der betroffenen Person mehr vorliegen müsse. Einen Tag nach der Beschlussempfehlung des Innenausschusses wurde der Gesetzentwurf am 28. Juni 2012 in zweiter und dritter Lesung im Bundestag gegen die Stimmen von SPD, Grünen und Linkspartei angenommen. Es wurde festgehalten, dass „[…] zum Zeitpunkt der Abstimmung des EM-Halbfinalspiels Deutschland – Italien kaum noch Abgeordnete anwesend“ waren. Die Reden der Mitglieder des Bundestags wurden lediglich zu Protokoll gegeben – zwei Beratungen inklusive Abstimmung in knapp unter einer Minute. Dadurch passierte das Gesetz das Parlament „geradezu im Eiltempo“.
Die Vizepräsidentin des Bundestages Petra Pau erklärte die Abstimmung für beschlussfähig, obwohl nur 26 Abgeordnete anwesend waren und damit nach § 45 der Geschäftsordnung des Deutschen Bundestages der Bundestag nicht beschlussfähig war, da nicht die geforderte „Hälfte seiner Mitglieder im Sitzungssaal anwesend“ war. Für einen Abbruch hätten entweder eine Fraktion oder Petra Pau die Beschlussfähigkeit des Parlaments anzweifeln müssen. Peter Mühlbauer und Florian Rötzer auf Telepolis: „Eigentlich hätte Petra Pau oder auch ein anderer Abgeordneter darauf hinweisen können, dass der Bundestag damit nicht beschlussfähig ist, um die Abstimmung zu unterbinden. Das scheint aber allen egal gewesen zu sein – oder man hat sich zuvor abgesprochen, die Gesetze im Schnellverfahren und ohne Beschlussfähigkeit des Bundestags durchzuboxen.“
Die Opposition hätte das Gesetz noch stoppen können. Omid Nouripour von den Grünen räumte im Gespräch mit t-online.de ein: „Falls Anträge so überfallartig gestellt werden, gibt es ein breites Spektrum an Mitteln, sie zu stoppen“. Warum weder die Parlamentarischen Geschäftsführer der Grünen, LINKEn noch der SPD davon Gebrauch machten, wisse er auch nicht.

### Reaktionen auf das Abstimmungsergebnis

#### Politik
Petra Pau (Linke) sagte nach der Abstimmung: „Der Ausverkauf des Datenschutzes geht weiter. Und das mit Zustimmung der FDP, die sich selbst als freiheitlich und demokratisch rühmt.“
Auf abgeordnetenwatch.de schrieb SPD-Generalsekretärin Andrea Nahles: Die Änderungen hätten Union und FDP „in letzter Minute“ eingebracht, die Regierungskoalition von Union und FDP sei „wieder einmal vor der Adresslobby eingeknickt“. Mit dem Gesetz werde der Datenschutz „für Wirtschaftsinteressen geopfert“. Verbraucherschutzministerin Ilse Aigner, distanzierte sich von dem neuen Meldegesetz. Sie sagte, dass im Regierungsentwurf ursprünglich „aus guten Gründen“ vorgesehen gewesen sei, dass die Bürger der Weitergabe ihrer Daten ausdrücklich zustimmen müssen. „Diese Einwilligungslösung halte ich nach wie vor für den besseren Weg.“ Zudem sagte sie: „Nach dem Beschluss des Bundestags sehe ich hier noch Diskussionsbedarf“. Aigner unterstrich, dass der zuständige Ausschuss das von der Regierung vorgelegte Gesetz ohne Rücksprache geändert und „verschärft“ habe.
SPD-Chef Sigmar Gabriel bekräftigte: „Das staatliche Melderegister ist kein Vorratsdatenspeicher für Zwecke der Wirtschaft“. Er bezeichnet das als „gefährlichen Unsinn“. Gabriel sagte weiter: „Ich will nicht, dass meine Heimatstadt meine Adresse an Werbefirmen oder professionelle Datensammler verkaufen kann […]. Leider erfährt die Öffentlichkeit, also der betroffene Bürger, erst NACH der Verabschiedung eines solchen Gesetzes davon. Dann ist es für den Aufschrei leider schon zu spät […]. Eigentlich hatten Union und FDP versprochen, den Datenschutz zu stärken. Die Weitergabe der Daten aus den Einwohnermeldeämtern sollte nur nach ausdrücklicher Erlaubnis der Bürger möglich sein. Doch dann ist die Bundesregierung der Lobby der Datensammler gefolgt: Jetzt wollen Union und FDP den Verkauf von Daten immer erlauben – es sei denn[,] der Bürger widerspricht. Und selbst bei einem glasklaren Widerspruch können Datensammler vorhandene Informationen mit denen in den Einwohnermeldeämtern abgleichen.“ Auch SPD-Datenschutzexperte Johannes Kahrs kritisierte die Aktualisierungsregelung.
In der Süddeutschen Zeitung bemängelte Schleswig-Holsteins Landes-Datenschutzbeauftragter Thilo Weichert, dass das neue Recht „den privaten Handel mit vom Staat zwangsweise erhobenen Daten in großem Stil“ ermögliche. Der Landesbeauftragte für Datenschutz in Bayern, Thomas Petri, forderte die Landesregierung auf, die neue Vorschrift im Bundesrat zu stoppen. Auch der Bundesbeauftragte für den Datenschutz, Peter Schaar meldete Bedenken an: „Damit geht ein Stück Selbstbestimmung für die Bürgerinnen und Bürger verloren“. Das Gesetz enthalte „massive Verschlechterungen“ für die Bürger, kritisierte Schaar weiter. Die Bürger müssten einer Weitergabe ihrer Daten durch Ämter an Unternehmen ausdrücklich widersprechen, statt diese schriftlich zu erlauben. Die Erfahrung zeige aber, dass nur wenige Bürger diesen Widerspruch überhaupt einlegten, sagte Schaar. Und selbst dann könnten Unternehmen, die bereits alte Daten von Bürgen hätten, diese bei den Ämtern aktualisieren – sogar wenn diese aus „dubiosen Quellen“ stammten. „Da hilft selbst kein Widerspruch.“ Der Verbraucherzentrale Bundesverband forderte den Bundesrat ebenfalls auf, das vorliegende Gesetz abzulehnen.
Auch der Deutsche Städtetag lehnte das neue Meldegesetz ab, da dessen Interessen nicht dahin gehe, mit Adressen zu handeln, so der stellvertretende Hauptgeschäftsführer, Helmut Dedy, gegenüber der Süddeutschen Zeitung. Der Schutz der Daten der Bürger sei für die Städte ein kostbares Gut. Ein Entgegenkommen gegenüber den Werbern im neuen Bundesmeldegesetz wäre „für uns problematisch“.

#### Öffentlichkeit
Es begann zunächst in Internetforen, anschließend baute sich eine Empörungswelle auf, dann warnten Datenschützer, und anschließend „wachte auch die Opposition auf“: Der Widerstand gegen das neue Melderecht formierte sich, und daraufhin kündigten die ersten Länder an, das Gesetz im Bundesrat zu blockieren. Die Berichterstattung mancher Medien, die Tweets der Piraten und die Empörung mancher Blogger ließen die Stimmung kippen.
In der Bevölkerung löste das Bekanntwerden des kontrovers durchgeführten Gesetzesentwurfes Empörung aus, und aufgrund der immer lauter werdenden Kritik in der breiten Öffentlichkeit regte sich auch in den Bundesländern Widerstand gegen das neue Gesetz zur Fortentwicklung des Meldewesens. An der Aktion unter dem Motto „Meine Daten sind keine Ware!“ beteiligten sich mehr als 180.000 Menschen (Stand 18. Juli 2012). Mit der Aktion sollte der Verkauf von Meldedaten an Firmen verhindert werden. Der Online-Appell war Teil einer Kampagne, die das Kampagnennetzwerk Campact gemeinsam mit der Datenschutz- und Bürgerrechtsorganisation digitalcourage (vormals FoeBuD) und dem Verbraucherzentrale Bundesverband (vzbv) gestartet hatten. Die Unterzeichner forderten darin die Ministerpräsidenten auf, im Bundesrat dafür zu sorgen, dass keine Meldedaten mehr weitergegeben werden dürfen, es sei denn, der Bürger habe dem ausdrücklich zugestimmt.

#### Standpunkt der Initiatoren und weiterer Befürworter
Der CSU-Innenpolitiker Hans-Peter Uhl, der gemeinsam mit Gisela Piltz (FDP) Initiator des zur Abstimmung gestellten Gesetzesentwurfes war, sagte: „Es gibt laut höchstrichterlicher Rechtsprechung in Deutschland kein Recht, sich zu verstecken.“ Uhl bezog sich damit wohl auf ein Urteil des Bundesverwaltungsgerichtes von Juni 2006, das für die Bürger lediglich ein Widerspruchsrecht verlangt, wenn die Meldebehörde seine Daten zu Werbezwecken gegen Gebühren verkaufen will. Uhl verteidigte das Gesetz und bezeichnete die Widerspruchslösung als effizienteren Weg, der den Meldeämtern einen „immensen Arbeitsaufwand“ ersparen würde. Uhl bestritt, er habe mit der Widerspruchslösung im Interesse der Werber, Adresshändler und Inkasso-Unternehmer gehandelt. Er sprach von einer Verbesserung für die Verbraucher gegenüber der bisherigen Rechtslage. Die Neuregelung habe die gesamte Fraktion beschlossen. Gisela Piltz beteuerte, sie habe als innenpolitische Sprecherin nur als eine Art Briefträger für die Änderungen fungiert.
Der FDP-Abgeordnete Manuel Höferlin, der das Gesetz mit beschlossen hatte, schrieb in seinem Blog: „Das Verfahren ist ordnungsgemäß und parlamentarisch einwandfrei abgelaufen.“ Dass sich Unternehmen künftig ohne große Probleme die Anschrift eines Bürgers abrufen könnten, sei kein Zufall. „Es ist nicht die Aufgabe des Melderechts, die Verbindung zu einem Unternehmen abzubrechen“. Das sei die Aufgabe des Datenschutzrechts. „Wir JuLis sind enttäuscht über die Novelle des Melderechts“, sagte hingegen der Bundesvorsitzende der Jungen Liberalen, Lasse Becker. „Gerade Liberale sollten an dieser Stelle eine größere Sensibilität walten lassen.“
Der damalige Bundesminister des Innern Hans-Peter Friedrich lehnte eine Kritik an dem neuen Gesetz ab: Wer sich „inhaltlich“ mit dem neuen Gesetz auseinandersetze und dieses mit den Meldegesetzen der Länder vergleiche, der werde feststellen, dass der Datenschutz gegenüber der jetzigen Rechtslage verbessert werde. […] Friedrich wollte sich auch auf Nachfrage nicht zu „seiner“ ursprünglichen Gesetzesfassung bekennen oder sich gegen die vom Bundestag beschlossenen Verschärfungen positionieren.
Der CDU-Abgeordnete Wolfgang Bosbach war überrascht von der Kritik: „Wieso man die Verbesserung der Datenschutzlage durch das verabschiedete Gesetz als Verschlechterung verkauft, das verstehe ich nicht.“

### Scheitern im Bundesrat
CSU-Chef Horst Seehofer und Bundesverbraucherministerin Ilse Aigner kündigten an, das verschärfte Gesetz zu stoppen. Aus Koalitionskreisen war jedoch zu erfahren, dass die umstrittene Verschärfung des Meldegesetzes „auf ausdrücklichen Wunsch der CSU zustande gekommen“ sei. In der Koalition „zeigte man sich daher irritiert“ über die Kritik der CSU-Spitze.
Auch der Erste Parlamentarische Geschäftsführer der SPD, Thomas Oppermann, sowie Grüne und Linkspartei kündigten an, sie würden Widerstand leisten und das Gesetz im Bundesrat aufhalten. Grünen-Parlamentsgeschäftsführer Volker Beck: „Das Melderechtsgesetz wird den Bundesrat so nicht passieren.“
Nach der rot-grünen Landesregierung von Rheinland-Pfalz zeigte auch das grün-rot regierte Baden-Württemberg seine Ablehnung. Bundesratsminister Peter Friedrich sagte für die Landesregierung: „Die Weitergabe von Daten ohne Ausschlussmöglichkeit des Bürgers wird nicht mitgetragen.“ Jeder Bürger müsse dem Handel mit seinen persönlichen Angaben wirksam widersprechen können. Berlins Regierender Bürgermeister Klaus Wowereit zeigte sich „entsetzt“ über das neue Meldegesetz.
Auch Jens Böhrnsen, Regierungschef des rot-grün regierten Bremen, kündigte Widerstand an: „Ich glaube nicht, dass das Gesetz den Bundesrat unverändert übersteht“, sagte Böhrnsen, der Ende Juli 2012 den Vorsitz im Vermittlungsausschuss von Bundestag und Bundesrat übernommen hatte. Die Grünen kündigen an, dass sie das umstrittene neue Meldegesetz blockieren werden. „Wir werden das mit den rot-grün regierten Ländern über den Bundesrat wieder kippen“, so die Vorsitzende der Grünen-Bundestagsfraktion Renate Künast.

### Beschlussempfehlung des Vermittlungsausschusses 2013
Das am 28. Juni 2012 vom Bundestag verabschiedete neue Meldegesetz, das Unternehmen den Zugriff auf die Adressdaten der Meldeämter vereinfacht, ist nach Protesten von Opposition und Datenschützern so nicht in Kraft getreten. Auch die Bundesregierung räumte ein, dass das Gesetz geändert werden sollte, allerdings wäre es ohne die Stimmen der SPD-geführten Länder ohnehin nicht durch den Bundesrat gekommen. Die Bundesregierung ging davon aus, dass das umstrittene Meldegesetz im parlamentarischen Verfahren wieder verändert werde, machte Regierungssprecher Steffen Seibert in Berlin deutlich. Ilse Aigner sagte zur Bildzeitung: „Aus meiner Sicht war es ein Fehler, dass der entscheidende Paragraf quasi über Nacht im Schnellverfahren geändert wurde. So wird das Gesetz nicht kommen“. Der Bundesrat werde im September 2012 den Vermittlungsausschuss anrufen und voraussichtlich die Wiederherstellung der datenschutzfreundlichen Regelungen aus dem ursprünglichen Regierungsentwurf verlangen.
Der Hauptgeschäftsführer des Verbandes der deutschen Informations- und Telekommunikationsbranche Bitkom, Bernhard Rohleder, sagte: „Nach Acta dürfte dies innerhalb kürzester Zeit der zweite Fall werden, wo der Druck der Straße ein Gesetz kippt. … Die Zeiten sind vorbei, in denen einschlägige Gesetzesvorhaben im Hauruck-Verfahren durch das Parlament getrieben werden können. Solche Projekte müssen mit der Öffentlichkeit diskutiert, transparent gemacht und im Dialog zwischen Politik und Bürgern vermittelt werden.“
Nach Anrufung durch den Bundesrat im September 2012 legte der Vermittlungsausschuss im Februar 2013 eine Beschlussempfehlung vor, die eine Umstellung bei Meldeauskünften zu Zwecken der Werbung und des Adresshandels auf die Notwendigkeit einer generellen Einwilligung und erneuten Ausweitung der Zweckbindung der Auskunft enthielt sowie Bußgeldvorschriften gegen die zweckwidrige Datenweitergabe. Dieser Empfehlung stimmten der Deutsche Bundestag am 28. Februar 2013 und der Bundesrat am 1. März 2013 mehrheitlich zu. Am 3. Mai 2013 fertigte der Bundespräsident das Bundesmeldegesetz (BMG) aus und verkündete es im Bundesgesetzblatt (Art. 82 GG).
Nach Informationen des Spiegels waren die umstrittenen Änderungen des Gesetzes der damaligen Regierungsfraktion CDU/CSU/FDP schon viel früher bekannt als diese bisher zugab. Das Bundesinnenministerium habe bereits Anfang April 2012 auf Wunsch von CDU/CSU und FDP Formulierungshilfen für das Gesetz vorgelegt: Darin sei erstmals die neue Widerspruchslösung festgeschrieben gewesen, nach der Meldeämter personenbezogene Daten grundsätzlich herausgeben dürfen, selbst wenn die betroffenen Bürger dem widersprochen hatten. Diese Änderung war bei der ersten Lesung des Regierungsentwurfs im Bundestag am 26. April 2012 öffentlich geworden, als der CDU-Abgeordnete Helmut Brandt unabsichtlich über den Absatz 4 gesprochen hatte, obwohl dieser noch gar nicht im Gesetzestext stand, sondern zu diesem Zeitpunkt nur Teil der nicht öffentlich gewordenen vereinbarten Änderungen war. Dieser Fehler wurde nur deshalb nicht bemerkt, weil die Reden nur zu Protokoll gegeben wurden und nicht gehalten wurden.

## Inhalt des Bundesmeldegesetzes

### Ummeldung

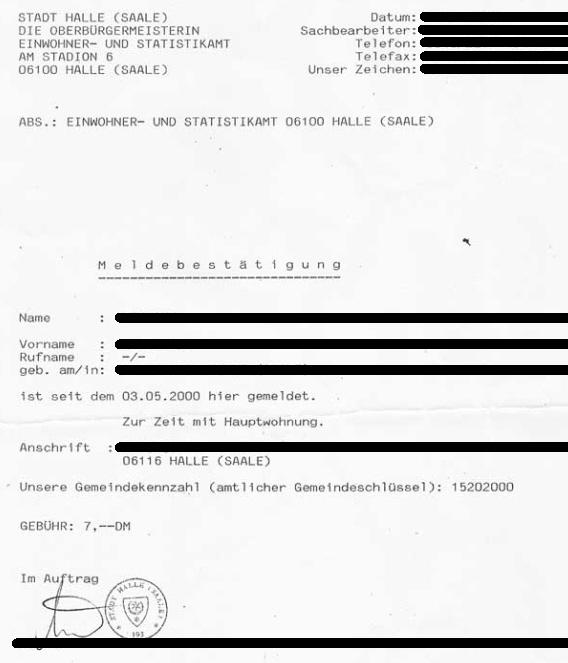
Beispiel einer Meldebestätigung

Nach § 17 BMG ist ein Umzug bzw. Auszug innerhalb von zwei Wochen beim Einwohnermeldeamt anzuzeigen.
Die bis zum 1. November 2015 gültigen Meldegesetze der Länder hatten dafür verschiedene Fristen von unverzüglich über eine Woche bis zu zwei Wochen. Die Ländergesetze forderten eine unverzügliche Ummeldung in Rheinland-Pfalz, die Ummeldung innerhalb einer Woche in Baden-Württemberg, Bayern, Hamburg, Hessen, Mecklenburg-Vorpommern, Niedersachsen, Nordrhein-Westfalen, Saarland, Sachsen-Anhalt, Thüringen, oder die Ummeldung innerhalb von zwei Wochen in Berlin, Brandenburg, Bremen, Schleswig-Holstein, Sachsen.
Seit 1. Januar 2007 ist die Pflicht zur Abmeldung beim alten Einwohneramt entfallen, dies wird durch elektronischen Abgleich durch das Einwohneramt der Anmeldung durchgeführt – die Abmeldung ist nur noch bei einem dauernden Aufenthalt außerhalb Deutschlands notwendig. Von der Ummeldung befreit sind bestimmte Berufsangehörige wie Armeeangehörige – für Schiffer gelten Sonderbestimmungen, nach denen in freier Wahl ein Heimathafen bestimmt werden kann, dessen Meldeamt für die Verwaltung zuständig ist.

### Mitwirkung des Wohnungsgebers
§ 19 BMG in der aktuell (1. Januar 2017) gültigen Fassung besagt, dass Wohnungsgeber (i. d. R. der Vermieter) den Einzug bestätigen müssen. Der Wohnungsgeber ist somit verpflichtet, bei der Anmeldung der einziehenden Person gegenüber dem Einwohnermeldeamt mitzuwirken. Hierzu hat der Wohnungsgeber oder eine von ihm beauftragte Person der meldepflichtigen Person den Einzug schriftlich oder elektronisch innerhalb der in § 17 Absatz 1 oder 2 BMG genannten Fristen zu bestätigen. Er kann sich durch Rückfrage bei der Meldebehörde davon überzeugen, dass sich die meldepflichtige Person angemeldet hat. Die meldepflichtige Person hat dem Wohnungsgeber die Auskünfte zu geben, die für die Bestätigung des Einzugs erforderlich sind. Die Bestätigung nach Satz 2 darf nur vom Wohnungsgeber oder einer von ihm beauftragten Person ausgestellt werden.
Man spricht von einer Wohnungsgeberbestätigung, umgangssprachlich auch von einer Vermieterbescheinigung oder auch von einer Einzugs- oder Auszugsbestätigung.
In der ursprünglichen Fassung des Gesetzes war sowohl eine Einzugs- als auch Auszugsbescheinigung des Wohnungsgebers erforderlich.
Kritik
Michaela Schultze, Referentin beim Bundesbeauftragten für den Datenschutz, bezweifelt den Sinn des bürokratischen Aufwandes: „Uns fehlen belastbare Zahlen und Erkenntnisse, dass diese Vorgabe tatsächlich geeignet ist, um Scheinanmeldungen zu verhindern“, erläuterte sie. Die Abschaffung der Auflage vor einigen Jahren sei genau mit der Begründung erfolgt, dass die von den Bürgern als lästig empfundene Regelung wenig gebracht habe.
Der Rechtsanwalt Udo Vetter erklärte im Lawblog zur Änderung des Meldegesetzes, die der Bundestag im Juni 2012 beschloss: „Zufälligerweise ist diese Regelung aber auch ein Anliegen der GEZ. Die Rundfunkgebühren werden bald nach Haushalten und nicht mehr nach Personen berechnet. Da stellt sich die Frage, wer denn konkret Zahlungspflichtiger ist, also tatsächlich an der Adresse wohnt und damit zum Haushalt gehört. Das lässt sich natürlich am einfachsten belegen, wenn Informationen zum Mietverhältnis vorliegen. Die Vermieterbestätigung, auf die nun etliche Jahre verzichtet wurde, liefert genau diese Daten.“ Vetter sagt auf Golem.de, dass es „auffällig sei, dass die Vermieterbescheinigung parallel zur Haushaltsabgabe eingeführt werde, denn davon profitiere die GEZ, da sie dann leichter beweisen könne, wer zumindest Mieter sei und damit ohne Zweifel zum Haushalt gehöre.“

### Besondere Meldepflicht in Beherbergungsstätten
Die inhaltlich § 16 Absatz 1 Melderechtsrahmengesetz (MRRG) entsprechende Vorschrift des neuen § 29 BMG regelt die besonderen Meldepflichten bei Aufnahme einer Person in einer Beherbergungsstätte sowie bei Übernachtungen in Zelten, Wohnmobilen, Wohnwagen oder Wasserfahrzeugen. Mit dem BEG III ist auch ein digitales Meldeverfahren ohne Unterschrift möglich.

#### Kritik
Michaela Schultze sagt, sie sei nicht einverstanden mit dem Festhalten an der Hotelmeldepflicht. Datenschützer von Bund und Ländern fordern seit langem deren Abschaffung für deutsche Gäste. Es handle sich um eine massive Erhebung von Daten, die für polizeiliche Ermittlungen zur Verfügung stehen sollten. Damit sei von einer Form der verdachtsunabhängigen Vorratsdatenspeicherung auszugehen. Erleichtert zeigte sich die Datenschützerin, dass es kein zentrales Bundesmelderegister geben solle.

#### Reform 2025
Durch das Vierte Bürokratieentlastungsgesetz BEG IV ist die Meldepflicht in Beherbergungsstätten für deutsche Staatsbürger zum 1. Januar 2025 entfallen. Damit fällt die Pflicht zum Ausfüllen des Meldescheins beim Check-in weg. Für Ausländer gilt sie jedoch weiterhin.

### Melderegisterauskunft
Nach § 44 Abs. 3 Nr. 2 des Bundesmeldegesetzes (BMG) bedarf die Übermittlung von einfachen Melderegisterauskünften für Zwecke der Werbung und des Adresshandels der ausdrücklichen Zustimmung der betroffenen Person. Die Einwilligung kann gegenüber der Meldebehörde oder gegenüber der Auskunft verlangenden Person erklärt und widerrufen werden. Wer ohne diese Einwilligung Daten erlangt oder verwendet, begeht eine Ordnungswidrigkeit, die mit einem Bußgeld bis zu 50.000 Euro geahndet werden kann (§ 54 BMG).

#### Auskünfte für kommerzielle Zwecke

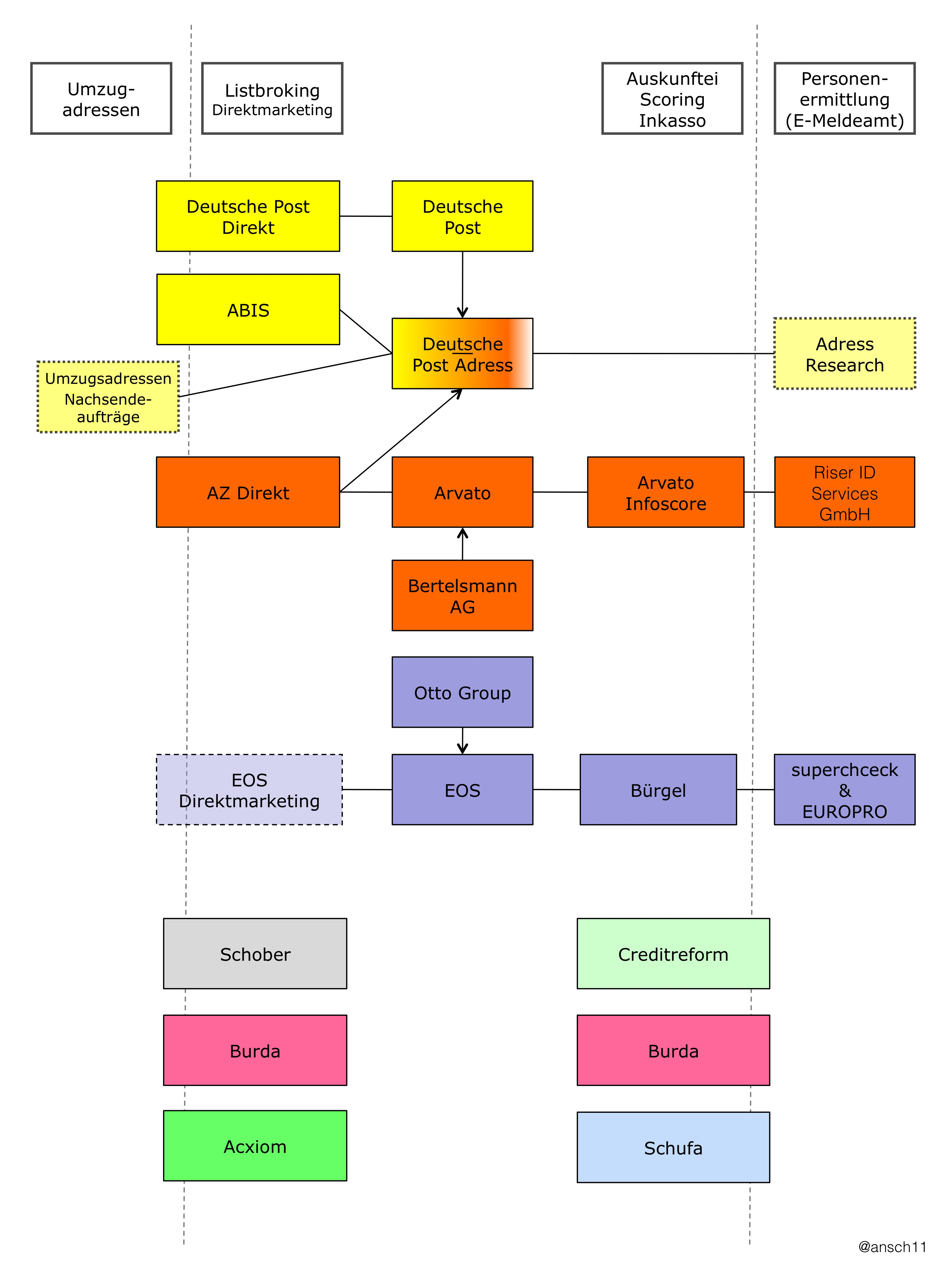
Größte Marktteilnehmer und Tätigkeiten in den Bereichen Adresshandel, Inkasso, Scoring, Personenermittlung

Eine bundesweite Übersicht über die beteiligten Unternehmen, Institutionen, Einrichtungen gibt es aufgrund der nach wie vor dezentralen Struktur des Meldewesens nicht. Die Stadt Kiel gibt an, dass ca. 30 % der Abfragen von Behörden und dem Beitragsservice eingehen. Von Seiten der Unternehmen werden die Abfragen maßgeblich durch Versicherungs- und Inkassounternehmen automatisiert getätigt. Das Bundeskartellamt hat den Markt für Inkasso und Forderungsmanagement untersucht. Von den dort benannten Marktführern sind im Bereich der Abfrage von Meldeamtsdaten die folgenden Unternehmen mit Tochterunternehmen oder Fachabteilungen aktiv:
- Otto Group mit den über die Auskunftei Bürgel Wirtschaftsinformationen zur EOS Gruppe gehörenden Tochtergesellschaften Supercheck und Euro-Pro
- Bertelsmann AG mit den zur Arvato Infoscore zählenden Riser ID Services GmbH
- Deutsche Post AG mit dem zur Deutsche Post Adress, einem Joint Venture mit der Bertelsmann AG, gehörenden ABIS GmbH sowie dem Produkt Adress research

Diese Abfrage von Meldeamtsdaten steht bei den Marktführern im Zusammenhang mit dem Forderungsmanagement, Inkassogeschäft, Scoring und Adresshandel.

#### Auskunftssperre
Die Meldebehörde ist verpflichtet, auf Antrag oder von Amts wegen Meldeauskünfte zu verweigern, wenn Tatsachen die Annahme rechtfertigen, dass der betroffenen Person oder Dritten durch eine Melderegisterauskunft eine Gefahr für Leben, Gesundheit, persönliche Freiheit oder ähnliche schutzwürdige Interessen erwachsen (§ 51 Abs. 1 Satz 1 BMG). In diesen Fällen ist eine Auskunftssperre im Melderegister einzutragen. Mit Inkrafttreten des Gesetzes zur Bekämpfung des Rechtsextremismus und der Hasskriminalität am 3. April 2021 ist „ein ähnliches schutzwürdiges Interesse“ insbesondere der Schutz der betroffenen oder einer anderen Person vor Bedrohungen, Beleidigungen sowie unbefugten Nachstellungen. Dabei ist auch zu berücksichtigen, ob die betroffene oder eine andere Person einem Personenkreis angehört, der sich auf Grund seiner beruflichen oder ehrenamtlich ausgeübten Tätigkeit allgemein in verstärktem Maße Anfeindungen oder sonstigen Angriffen ausgesetzt sieht (§ 51 Abs. 1 Satz 2, 3 BMG). Die Neufassung des § 51 Abs. 3 BMG bewirkt, dass die betroffene Person in jedem Fall über Anträge auf Melderegisterauskünfte unterrichtet wird, wenn eine Auskunftssperre zu ihren Gunsten eingetragen wurde. Dies soll den Schutz der betroffenen Personen auf gesetzlicher Ebene verstärken.
Ein bedingter Sperrvermerk zugunsten von Personen in Pflegeheimen oder sonstigen Einrichtungen, die der Betreuung pflegebedürftiger oder behinderter Menschen oder der Heimerziehung dienen, Einrichtungen zum Schutz vor häuslicher Gewalt oder Einrichtungen zur Behandlung von Suchterkrankungen kann gem. § 52 BMG eingerichtet werden.